# UFC 81
UFC 81: Breaking Point foi um evento de artes marciais mistas promovido pelo Ultimate Fighting Championship, ocorrido em 2 de fevereiro de 2008 no Mandalay Bay Events Center em Paradise, Nevada no dia 2 de fevereiro de 2008. O confronto principal foi entre Antônio Rodrigo Nogueira ("Minotauro") contra Tim Sylvia valendo cinturão interino na categoria pesado, pois o atual detentor Randy Couture se recusou a por o cinturão em jogo.

## Resultados
Nota 1 Pelo Cinturão Peso-Pesado Interino do UFC.

## Bônus da Noite
- Luta da Noite:  Tim Sylvia vs.  Antônio Rodrigo Nogueira
- Nocaute da Noite:  Chris Lytle
- Finalização da Noite:  Frank Mir

## Ligações Externas
Site oficial do evento (em inglês)
1. ↑  Nota 1